# Dolichomitus dux
Dolichomitus dux är en stekelart som först beskrevs av Tschek 1869.  Dolichomitus dux ingår i släktet Dolichomitus och familjen brokparasitsteklar. Enligt den finländska rödlistan är arten sårbar i Finland. Arten är reproducerande i Sverige. Artens livsmiljö är skogar. Inga underarter finns listade i Catalogue of Life.